# La Tor (Montclar)
La Tor és una masia del municipi de Montclar (Berguedà) inclosa en l'Inventari del Patrimoni Arquitectònic de Catalunya.

## Descripció
Masia d'estructura clàssica, de planta rectangular coberta a dues aigües amb teula àrab i el carener paral·lel a la façana, orientada a ponent. Està organitzada en planta baixa i tres pisos superiors i les obertures són petites i allindanades, disposades de forma aleatòria a les façanes. Aquest esquema permet poques ampliacions, cosa que fa que conservi el seu caràcter auster primitiu. Les ampliacions són modernes i han desvirtuat la façana, cegant la porta d'entrada original, un arc de mig punt adovellat. El parament és totalment irregular, són carreus sense treballar i posats sense ordre.

## Història
Correspon bàsicament a una obra del s. XVII, malgrat la documentació l'esmenta ja al s. XVI al fogatge de 1553. Quan es refereix a Montclar de Berguedà esmenta a Gabriel Tor com l'amo del mas.